# Patron (malarstwo)
Patron (malarstwo) – szablon wykonany z tektury, metalu, drewna z wyciętym wzorem przenoszonym na powierzchnię np. ściany, sufitu itp. przy wykonywaniu dekoracji malarskich. Wzór przenoszono przez malowanie konturów, odbicie śladów z węgla, nakłucie punktów wzoru i innymi metodami. Malarstwo przy użyciu patronów było szczególnie popularne w XIX wieku wśród malarzy ludowych. Patronów używano także przy układaniu mozaiki, zdobieniu tkanin itp..